# Handelsonderneming
Een handelsonderneming is een bedrijf dat producten in- en verkoopt. De handel zelf verandert niets aan een product, maar verkoopt het door zoals het was.
De handel heeft een aantal belangrijke functies:
1. Het overbruggen van afstand tussen de fabrikant en de consument;
2. Het overbruggen van verschillen in assortiment door verschillende producten van verschillende fabrikanten aan te bieden;
3. Het overbruggen van verschillen in tijd door seizoensartikelen te verkopen;
4. Het overbruggen van verschillen in hoeveelheid door grote partijen per stuk te verkopen.

De werkzaamheden van de handel 
- Voorraad houden :
- Sorteren : hier wordt bedoeld dat de handel de juiste producten bij elkaar probeert te brengen.
- Selecteren : de verdere verfijning van sortering.
- Pousseren : het aan de man brengen van de producten. Verkopen gaat niet vanzelf. Pousseren kan onder andere met behulp van reclame.
- Distribueren :

## Kleinhandel en groothandel
De bekendste indeling van handel is die in kleinhandel (detaillisten) en groothandel. Kenmerkend voor de detailhandel (kleinhandel) is dat ze aan de consumenten verkoopt. Kenmerkend voor de groothandel is dat ze aan andere ondernemingen verkoopt en niet aan de consumenten. Het deel van de groothandelaren dat aan detaillisten verkoopt, noemen we grossiers.